# Хажакян, Михаил Николаевич
Михаил Николаевич Хажакян (Пустой шаблон {{ВД-Преамбула}} ) — советский архитектор. Соавтор проекта Дворца пионеров на Воробьёвых горах. Лауреат Государственной премии РСФСР в области архитектуры (1967).

## Биография
Родился 3 июня 1912 года в Александрополе (ныне Гюмри, Армения). В 1937 году окончил Московский архитектурный институт.
В 1937—1941 годах занимался проектированием интерьеров Дома радио в Москве. Разработал проекты Дома Советов во Владивостоке, павильона оборонной промышленности на ВСХВ. По его проекту были выполнены интерьеры Института марксизма-ленинизма.
В середине 1940-х годов разработал проект морского вокзала в Одессе, проекты реконструкции Одесского и Новороссийского портов (частично осуществлены). После окончания Великой Отечественной войны работал в Германии главным архитектором в компании «Шифтмонтаж», где занимался реконструкцией архитектурной части немецких кораблей, передаваемых СССР. По его проектам было выполнено архитектурное оформление теплоходов «Державин», «Русь», «Сибирь», «Победа» и экспедиционного судна «Витязь».
В 1950-х годах разработал проект расширения Московского Дома пионеров в переулке Стопани (дом чаепромышленников Высоцких) и проект Института высшей нервной деятельности АН СССР в Москве. По его проектам было выполнено оформление интерьеров Института органической химии АН СССР в Москве и построен Институт кристаллографии АН СССР в Москве.
С 1958 по 1962 год в составе авторского коллектива занимался проектированием и строительством Московского Дворца пионеров на Ленинских горах. В 1967 году за эту работу М. Н. Хажакян вместе с соавторами был удостоен Государственной премии РСФСР в области архитектуры.
С 1966 года занимался преимущественно проектированием и строительством ресторанов. По его проектам были построены ресторан «Сказка» на 43 км Ярославского шоссе, ресторан «Русь» в посёлке Салтыковка, ресторан «Лесная сказка» в Переславле-Залесском, ресторан «Русская быль» в селе Константиново Рязанской области, ресторан «Былина» в селе Красное Смоленской области, ресторан «Киржач» во Владимирской области, ресторан «Лашин» в Кабардино-Балкарии, ресторан в Астрахани и другие. Он также выполнил серию проектов декоративного оформления ресторанов (мебель, осветительная арматура, декоративные бассейны и другие). По его проекту были выстроены 13-этажное административное здание на улице Гиляровского в Москве и универмаг в Мурманске.
По данным на начало 1980-х, работал главным архитектором в институте «Роспроект». Член Союза архитекторов СССР с 1945 года. Член КПСС с 1963 года.